# Amphipsyche magna
Amphipsyche magna är en nattsländeart som beskrevs av Banks 1939. Amphipsyche magna ingår i släktet Amphipsyche och familjen ryssjenattsländor. Inga underarter finns listade i Catalogue of Life.